# Jean Schmidt
Jeannette Mary Schmidt (de soltera Hoffman; Cincinnati, Ohio, 29 de noviembre de 1951) es una maestra y política estadounidense. Afiliada al Partido Republicano, se desempeña como miembro de la Cámara de Representantes de Ohio. Anteriormente, entre 2005 y 2013, representó al 2.º distrito congresional de Ohio en la Cámara de Representantes de Estados Unidos.

## Primeros años y educación
Schmidt es una de los cuatro hijos del matrimonio conformado por Augustus y Jeanette Hoffman. Su padre hizo su fortuna en la industria de ahorros y préstamos; luego dirigió un equipo de carreras de autos que compitió en las 500 Millas de Indianápolis.
Schmidt obtuvo una licenciatura en ciencias políticas de la Universidad de Cincinnati en 1974. Trabajó en el banco de su padre, la Asociación de Ahorros del Medio Oeste, como gerente de sucursal de 1971 a 1978. Fue delegada de la Convención Nacional Republicana en 1984. Fue instructora de acondicionamiento físico de 1984 a 1986, cuando comenzó una carrera de cuatro años como maestra de escuela.

## Carrera política
Schmidt fue elegido síndico del municipio de Miami en 1989. Cuando el comisionado del condado de Clermont, Jerry McBride, renunció en 1991 para convertirse en juez, Schmidt fue una de los cuatro candidatos para reemplazarlo. En su candidatura a la reelección de 1993, terminó primera entre cuatro, con 3639 votos.
En 1995 viajó a Rusia para ofrecer instrucción sobre campañas políticas.
Schmidt fue reelegida para un tercer mandato como síndico en 1997. Renunció a su puesto de síndico para ingresar a la Cámara de Representantes de Ohio. Los dos fideicomisarios restantes designaron a Mary Makley Wolff para el resto del mandato.
En 2000, Schmidt se postuló para el escaño de la Cámara de Representantes de Ohio que dejó vacante Sam Bateman, a quien los límites del mandato impidieron volver a postularse.
En 2020, Jean Schmidt fue elegida para un segundo período en la Cámara de Representantes de Ohio por el distrito 65. Asumió el cargo el 1 de enero de 2021 y es la única exmiembro del Congreso que actualmente se desempeña en la Asamblea General de Ohio.

## Posiciones ideológicas

### Aborto
Schmidt está en contra del aborto. Cuando lanzó su candidatura, era presidenta de Right-to-Life of Greater Cincinnati. En el debate del Chatfield College, Schmidt dijo que el caso Roe contra Wade era «una ley defectuosa hecha por jueces activistas» y que le encantaría ver que se revirtiera. Schmidt envió literatura por correo a los votantes con el respaldo de Paula Westwood, directora ejecutiva de Cincinnati Right-to-Life.
El proyecto de ley HB 598 de Schmidt prohibiría los abortos en Ohio si se revocaba Roe contra Wade, sin excepción por violación o incesto. Después de la derogación de Roe contra Wade, Schmidt reafirmó que no ofrecería ninguna excepción por violación o incesto.

### Ambiente
Schmidt ha pedido que se aumente el uso de etanol y la perforación en el Refugio Nacional de Vida Silvestre del Ártico de Alaska. Schmidt le dijo a The Cincinnati Post: «Lo que es realmente importante es adoptar una política ambiental que promueva la economía estadounidense y la seguridad nacional. Apoyé el proyecto de ley de energía aprobado recientemente por la Cámara de Representantes de Estados Unidos que ampliará el uso de fuentes de energía alternativas y aditivos como el etanol».
La Liga de Votantes por la Conservación, un comité de acción política que aboga por las preocupaciones ambientales, le dio a Schmidt un promedio de 6 en una escala de 0 a 100. En 2005, obtuvo una calificación de 0.

### Impuestos
Schmidt apoyó los recortes de impuestos promovidos por el presidente George W. Bush. Schmidt pidió cambios adicionales al Código de Rentas Internas, como la adopción de un impuesto único y la derogación de los impuestos sobre el patrimonio y las ganancias de capital. También profesó ser una conservadora fiscal. Un correo enviado a los votantes enumeraba cuatro ejemplos de “gastos derrochadores en Washington”, que incluían $ 45 000 para comprar naipes chapados en oro para el Air Force Two y $1,2 millones para estudiar los hábitos de reproducción de una marmota.

### Métodos anticonceptivos
Schmidt se ha negado a descartar la prohibición de que las parejas casadas puedan usar métodos anticonceptivos.

## Vida personal
Schmidt y su esposo, Peter W. Schmidt, tienen una hija, Emilie, nacida en 1978. Ella es católica, y es miembro de la Iglesia Elizabeth Ann Seton desde 1978.
Schmidt es corredora de maratón.